# Osama Hawsawi
Pour les articles homonymes, voir Hawsawi.
Osama Hawsawi, né le 31 mars 1984, est un footballeur international saoudien.

## Palmarès

### Al-Hilal Riyad
- Vainqueur du Championnat d'Arabie saoudite en 2010, 2011 et 2017
- Vainqueur de la Coupe d'Arabie saoudite de football en 2009 et 2010
- Vainqueur de la Coupe de Prince Faisal d'Arabie saoudite en 2009, 2010, 2011, 2012 et 2013

### RSC Anderlecht
- Vainqueur de la Supercoupe de Belgique en 2012

### Al Ahli Djeddah
- Vainqueur du Championnat d'Arabie saoudite en 2016